# Valéria Faure-Muntian
Valéria Faure-Muntian (ur. 2 września 1984 r. w Kilia) – francuska polityk reprezentująca partię La République En Marche! W wyborach parlamentarnych w czerwcu 2017 r. została wybrana do francuskiego Zgromadzenia Narodowego, w którym reprezentuje departament Loary.